# Estíbaliz Sádaba Murguía
Estibaliz Sádaba Murguia (Bilbao, 1963) es una artista contemporánea española y doctora en Arte e Investigación.

## Biografía
En 1988 se licenció en Bellas Artes en la Universidad del País Vasco. Realizó el Master en Investigación y Creación en Arte UPV/EHU. Doctora por la UPV/EHU en 2017 con su tesis titulada Espacio doméstico, cuerpo domesticado. Una aproximación al ámbito doméstico desde la práctica artística feminista, dirigida por Concepción Elorza Ibáñez de Gauna.
Ha recibido numerosas becas, como las de la Academia de España en Roma 2018 y 2016, Beca Multiverso a la Creación en Videoarte 2017 de la Fundación BBVA, Beca Art i Natura en Farrera, 2017 (La Panera de Lérida), y las de La Cité Internationale des Arts de París, Fundación BilbaoArte, Museo Artium y Fundación Arte y Derecho.
En el año 1994 fue cofundadora junto con Azucena Vieites del colectivo Erreakzioa-Reacción como espacio de resistencia feminista para dar visibilidad a las artistas, desplegándose en seminarios, talleres, dibujos, fanzines (1994-2000) y vídeo para construir, desde ahí también, la historia del arte.
Ha codirigido diferentes seminarios-talleres sobre práctica artística, activismos, feminismos y teoría queer en ARTELEKU 1995-1997-2003-2006, Sala Rekalde 2008, Bizbak-EHU/UPV 2011, Tabakalera 2014. Coeditora de diferentes publicaciones, como Erreakzioa, Joyas y Caprichos, matatiempos-feministas.net, Series Múltiples. 
Ha comisariado diferentes programas de videocreación en museos nacionales, y también ha impartido conferencias en diferentes Museos, Centros de Arte y universidades de todo el Estado español.
En sus últimos trabajos ha realizado proyectos videográficos, fotografías, performances, trabajos sonoros, collages y vídeos en los que aborda la tradicional reclusión de la mujer en el ámbito doméstico y su lucha por hacerse presente en la calle y en el ámbito público, desde la voluntad de aunar la teoría y el activismo feminista con la creación de redes y genealogías.

## Proyectos

### Exposiciones
Entre sus últimas exposiciones cabe destacar Re.act.feminism#2. Berlin; Feminis-arte IV. Madrid; Fábulas problemáticas. AECID (Chile, Argentina); Imágenes de un proyecto entre el arte y el feminismo. MUSAC, León; Montaje de atracciones. Artium, Vitoria; la palabra audiovisual. Sevilla; REGION 0. New York, Washingthon DC; Genealogías feministas en el arte español. MUSAC, León. Caras b del video arte. Seúl. Sydney; La internacional cuir. Museo Nacional Centro de Arte Reina Sofía, Madrid. En 2021, Desdoméstica en la Fundación BilbaoArte.

### Videográficos
- 2017 Las sobrantes. Apuntes para una cartografía de la ciudad de Roma desde una perspectiva de género. Trata de plantear una reflexión acerca de la dificultad de la relación de las mujeres con el espacio público, a través de las prácticas del vídeo y de la performance.[4]
- 2017 Subversiones domésticas, a partir de textos de Silvia Federici y Mariarosa Dalla Costa, desde su práctica basada en el vídeo y la performance, muestra cómo el trabajo de cuidados del espacio doméstico es considerado algo periférico y marginal, a diferencia de los que se consideran elementos centrales de la “lucha social” o “política”.[4]
- 2017 Las filanderas, presentado en el Laboratorio 987 del MUSAC, junto al colectivo Pelos Feministas.[13][14]
- 2018 Campos De Acción: proyecto videográfico de revisión del cancionero popular a cargo de grupos de mujeres que ocuparon el espacio público, con su palabra y su acción, en un ejercicio de práctica social performativa.[15]
- 2018 Las incontables: cuerpos (no) domesticados, de propósito experimental, busca despertar la conciencia colectiva en torno a los estereotipos social.[16]

## Premios y reconocimientos
- 1989 Accésit en el Primer Concurso de Pintura de Osakidetza. Bilbao.[17]
- 1990 Premio y selección Ertibil 90. Diputación Foral de Bizkaia.[17]
- 1998 Primer premio en el 13 Festival de Vídeo de Vitoria.[18]
- 2002 Selección Premio Gure Artea, por A mi manera 2, 1999  Vídeo 4'.[17]